# Palacio Real de Madrid

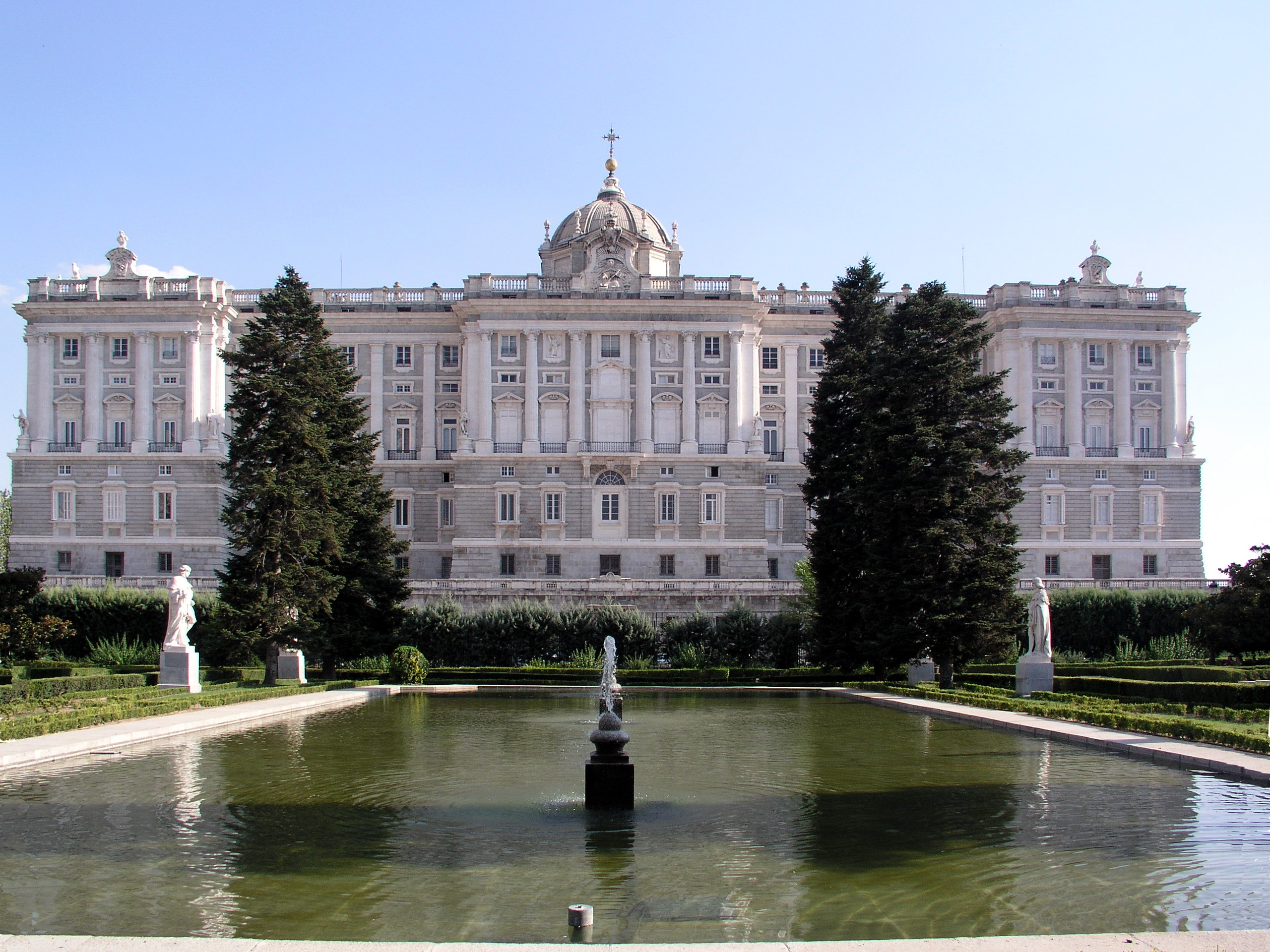
Palacio Real de Madrid, norra fasaden, med Jardines del Sabatini.

Palacio Real de Madrid är det officiella residenset för spanska kungahuset, även om det nu för tiden används enbart för att fira olika statsceremonier såsom galafester, luncher, överlämnande av utmärkelser samt för audienser. Med en yta på 135 000 m2 och 3 418 rum är slottet det största kungliga slottet i Europa. Bland arkitekterna återfinns Filippo Juvarra. Palatset kallas också Orientpalatset. Under den andra republiken kom det att benämnas Nationalpalatset.

## Historik
Palatset byggdes mellan 1734 och 1764 på order av kung Filip V, för att ersätta det gamla kungaslottet Real Alcázar de Madrid, som brunnit ned. 
Både grunden till den gamla alcázaren och några av dess strukturer användes för byggandet av det nya palatset. Brandepisoden tjänade till att motivera ersättningen av den gamla byggnaden med ett palats enligt tidens smak. 
Dess konstruktion började 1738, enligt planer av arkitekten Filippo Juvara. När Juvara dog anförtroddes projektet åt hans lärjunge Juan Bautista Sachetti. Andra framstående spanska arkitekter, som Ventura Rodríguez, deltog och utbildades i stenbrottet i det nya palatset. Francesco Sabatini var ansvarig för färdigställandet av byggnaden, såväl med sekundära arbeten som med reformer, tillbyggnad och dekoration. 
Palatset stod färdigt 1764, och Karl III blev den första monarken som kontinuerligt bebodde palatset. Därefter var det huvudresidens för samtliga spanska monarker fram till monarkins avskaffande 1931.

## Nutida användning
Alfons XIII av Spanien var den siste monarken som hade palatset som bostad innan monarkin avskaffades 1931, och Manuel Azaña var den siste statschefen som bodde där. När monarkin återinfördes 1975 bosatte sig kungafamiljen istället i Zarzuelapalatset. 
För närvarande drivs palatset av Patrimonio Nacional, ett organ under regeringskansliet (Ministerio de la Presidencia).